# Iwan Filczenko
Iwan Antonowicz Filczenko (ros. Иван Антонович Фильченко, ur. 1901 w Noworosyjsku, zm. 1955 w Moskwie) – funkcjonariusz radzieckich organów bezpieczeństwa, podpułkownik, szef Zarządu NKWD obwodu kamczackiego (1940–1941 i 1941–1942), szef Zarządu NKGB obwodu kamczackiego (1941).

## Życiorys
Do 1916 ukończył 4 klasy szkoły drugiego stopnia w Noworosyjsku, po czym został telegrafistą, następnie pracował w gospodarstwie ojca. Od czerwca 1920 do maja 1924 w Armii Czerwonej, później robotnik i szef działu fabryki w Noworosyjsku, 1923-1925 w Komsomole, od 1926 w WKP(b). Od 1933 pracownik Sektora Operacyjnego OGPU/NKWD, funkcjonariusz miejskich oddziałów NKWD w Noworosyjsku i Armawirze, pomocnik pełnomocnika operacyjnego i szef Oddziału III Wydziału Zarządu Bezpieczeństwa Państwowego (UGB) NKWD Kraju Krasnodarskiego, 23 listopada 1937 mianowany sierżantem bezpieczeństwa państwowego. Od lata 1938 starszy pełnomocnik operacyjny Wydziału III Zarządu I NKWD, od 17 czerwca 1939 lejtnant bezpieczeństwa państwowego, od września 1939 do stycznia 1940 starszy pełnomocnik operacyjny Głównego Zarządu Ekonomicznego NKWD, od stycznia do listopada 1940 szef Oddziału I Głównego Zarządu Ekonomicznego NKWD ZSRR. Od 1 listopada 1940 szef Zarządu NKWD obwodu kamczackiego, od 3 kwietnia 1941 szef Zarządu NKWD obwodu kamczackiego, od 13 września 1941 do 12 czerwca 1942 ponownie szef Zarządu NKWD obwodu kamczackiego w stopniu starszego lejtnanta bezpieczeństwa państwowego. Od czerwca 1942 do maja 1943 zastępca szefa, a od maja do sierpnia 1943 szef Zarządu NKWD obwodu niżne-amurskiego, 11 lutego 1943 mianowany majorem bezpieczeństwa państwowego, od sierpnia do listopada 1943 słuchacz Wyższej Szkoły NKWD ZSRR. Od listopada 1943 do stycznia 1951 szef Oddziału Kontrwywiadu NKWD/MWD ZSRR, od stycznia 1951 do maja 1953 szef Wydziału Kontrwywiadu 5 Dywizji MWD w stopniu podpułkownika, 1953-1954 szef Wydziału Specjalnego MWD 4 Dywizji MWD.

## Odznaczenia
- Order Czerwonego Sztandaru
- Order Czerwonej Gwiazdy (dwukrotnie)
- Odznaka "Honorowy Pracownik Czeki/GPU (XV)" (1938)

I 4 medale.